# Cyllopus magellanicus
Cyllopus magellanicus är en kräftdjursart som beskrevs av James Dwight Dana 1853. Cyllopus magellanicus ingår i släktet Cyllopus och familjen Cyllopodidae. Inga underarter finns listade i Catalogue of Life.